# William Paget, 1:e baron Paget

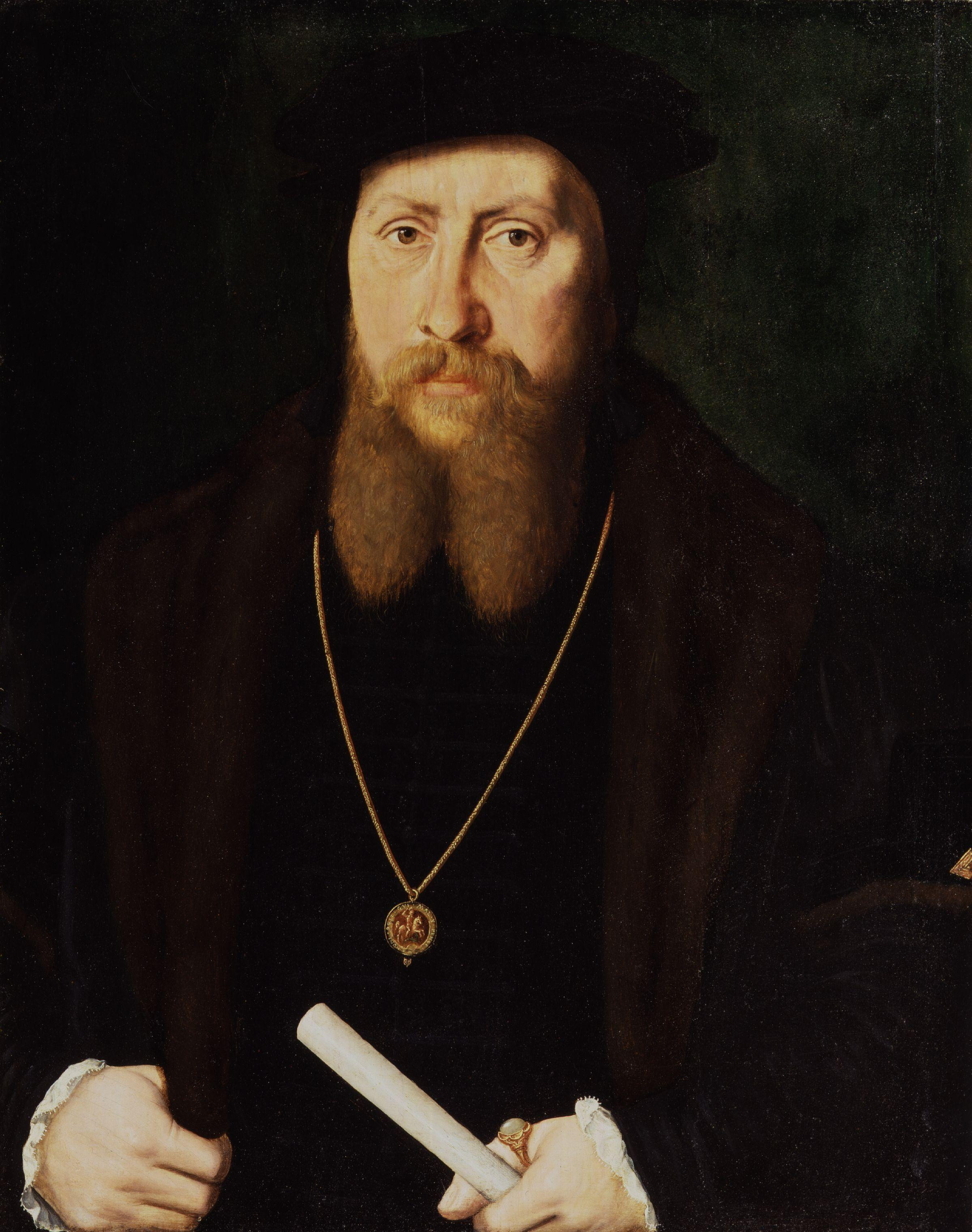
William Paget, 1:e baron Paget

William Paget, 1:e baron Paget av Beaudesert, född 1506, död den 9 juni 1563, var en engelsk statsman som innehade framstående ämbeten i tjänst hos Henrik VIII av England, Anna av Kleve, Edvard VI av England och Maria I av England.

## Barndom och uppväxt
Paget var son till William Paget, en tjänsteman i city of London. Han föddes i Staffordshire år 1506, och utbildades vid St Paul's School (London) när William Lily var rektor där. Han fortsatte sedan sin utbildning vid Trinity Hall, Cambridge, och universitetet i Paris. Vid  St Paul's blev han vän med John Leland vars välgörare och mecenat han senare kom att bli.

## Politisk karriär
Det var antagligen med hjälp av Stephen Gardiner som tidigt också blivit vän med Paget, som han kom att anställas av Henrik VIII vid en rad viktiga diplomatiska uppdrag, år 1532 utnämndes Paget till Clerk of the Signet, och strax därefter fick han tjänst som sekreterare i kungens  Privy Council. Han blev senare utsedd till sekreterare år drottning Anna av Kleve år 1539, och 1543 blev han medlem av Privy Council. Han utsågs därefter även till Secretary of State vilket innebar att han blev en av kung Henriks närmaste rådgivare. Han utsågs också till medlem av det råd som skulle verka som regenter under tiden Edvard VI var omyndig.
Paget var till en början en ivrig anhängare av Edward Seymour, 1:e hertig av Somerset, samtidigt som han försökte förmå hertigen att visa en politisk behärskning som denne inte alltid förmådde hålla. År 1547 utnämndes Paget till Comptroller of the king's household, kansler för hertigdömet Lancaster, och Riddare av Strumpebandsorden – samtliga utnämningar som visade att han tillhörde de mäktigaste personerna i riket. Slutligen fick han även säte i överhuset som baron Paget de Beaudesert. Vid samma tid fick han även motta flera gåvor i form av mark och egendomar, till exempel Cannock Chase och Burton Abbey i Staffordshire, och i London det hus som tidigare tillhört biskoparna av Exeter men som fick det nya namnet Lincoln House, senare Essex House. Han fick även Beaudesert i Staffordshire vilket kom att bli ätten Pagets huvudsäte.  
När Somerset föll drogs Paget med i fallet och spärrades in i Towern år 1551, och han fråntogs sin Strumpebandsorden året därpå. Han tvingades dessutom betala en gigantisk bötessumma för att ha berikat sig själv på kronans bekostnad i handhavandet av hertigdömet Lancaster. År 1553 återfick han dock kungens gunst och Paget var en av de 26 av rikets pärer som undertecknade Edvards beslut att utesluta Maria I av England och Elisabet I ur successionsordningen för att istället utse lady Jane Grey till tronarvinge. Han blev senare ändå vän till drottning Maria, och hon återgav honom hans Strumpebandsorden, gjorde honom åter till medlem av Privy Council och utnämnde honom till Lord Privy Seal år 1556. När Elisabet I tillträdde tronen år 1558 gick Paget i pension.
Pagets barn gjorde framstående giften, varför flera av Englands främsta adelsätter har Paget i sin anfaderstavla.